# Bob Thaves
Robert Thaves (* 5. Oktober 1924 in Burt, Kossuth County, Iowa; † 1. August 2006 in Torrance) war ein US-amerikanischer Comiczeichner. Bekannt wurde er durch die beiden Comicfiguren Frank and Ernest (deutsch Frank und Ernst), die er 1972 erfand.

## Leben
Schon als Kind wusste er, dass er Cartoonist werden wollte, und fing an, die Arbeit anderer zu studieren und selbst zu zeichnen. Er war so geschult, dass er, ohne die Signatur zu beachten, beim Betrachten eines Comics den Autor erkennen konnte. Während des Colleges bekam er seine ersten Aufträge von Magazinen, für diese Comics zu zeichnen. Er studierte Psychologie an der Universität von Minnesota und beendete sein Studium 1950. Später arbeitete er als Psychologe, während er Frank and Ernest erfand. In Deutschland erschienen seine Geschichten bislang nur 1988 im Eichborn-Verlag, Frankfurt am Main, unter dem Titel Frank und Ernst. Gelächter im Park (Originaltitel: Frank and Ernest) in der Übersetzung von Adolf Heinzlmeier und Deborah Griggs (ISBN 3-8218-1873-5).
Bob Thaves verstarb am 1. August 2006 im Alter von 81 Jahren.

## Auszeichnungen
Mit Frank and Ernest hat Thaves mehrere Auszeichnungen gewonnen, darunter den National Cartoonist Society Newspaper Panel Cartoon Award in den Jahren 1983, 1984 und 1986, außerdem den Mencken Award für den besten Comic 1985; er wurde 1990 zum Punster of the Year gewählt.